# Ilse Heller-Lazard
Ilse Heller-Lazard (Metz, 3 de agosto de 1884 — Neuilly-sur-Seine, 10 de janeiro de 1934) foi uma pintora alemã entre o impressionismo e o expressionismo.

## Biografia
Heller-Lazard nasceu no dia 3 de agosto de 1884 em Metz, na época sob domínio da Alemanha. Sua irmã era a pintora Lou Albert-Lasard. Ela estudou arte e música em Estrasburgo e Berlim. Em 1910, ela se casou com Paul Gayer, de quem se divorciou em 1913. Em 1918 ela se casou com o escultor suíço Ernst Heller [de]. Em 1919, ela expôs seu trabalho no Kunsthaus Zürich.
Ela morreu no dia 10 de janeiro de 1934 em Neuilly-sur-Seine, França. Seu trabalho apareceu em três exposições do século XXI no Das Verborgene Museum [de] (O Museu Oculto) em Berlim.

## Galeria

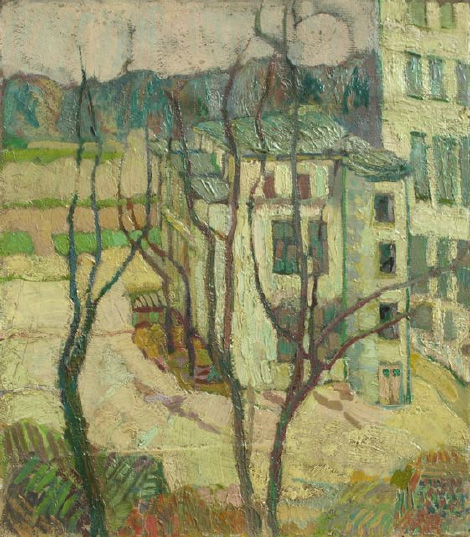
Haus
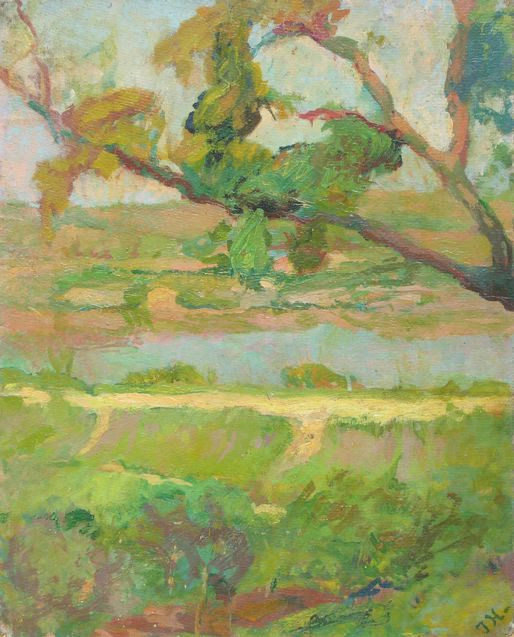
Tiber